# 伊格羅韋茨山
48°35′53″N 24°6′7.7″E / 48.59806°N 24.102139°E

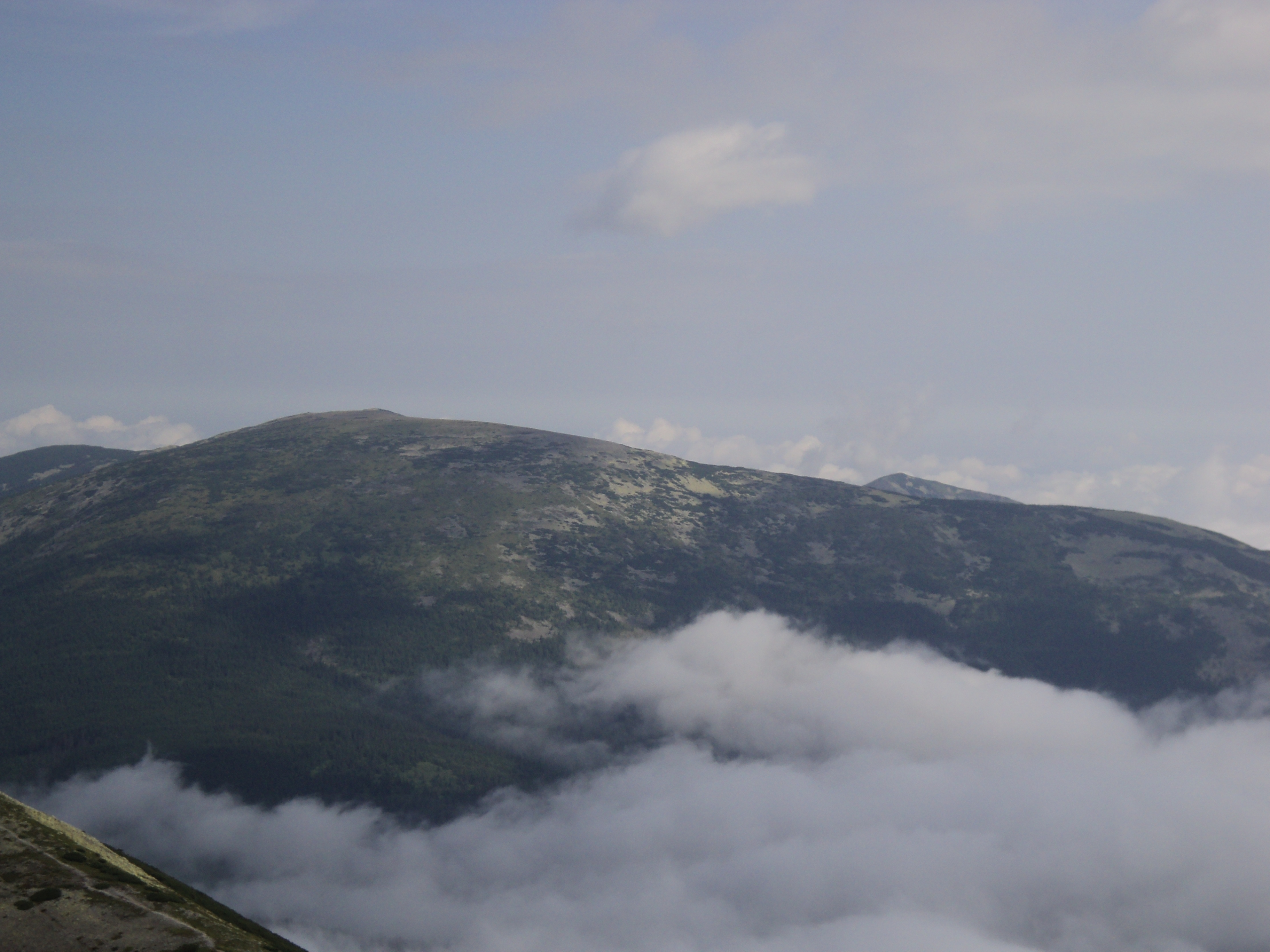

伊格羅韋茨山是烏克蘭的山峰，位於該國西部，處於伊萬諾-弗蘭科夫斯克州，屬於烏克蘭喀爾巴阡山脈中戈爾加內山脈的一部分，海拔高度1,804米。